# 〜おねだりエンタメ!〜はぴ★ぷれ
『〜おねだりエンタメ!〜はぴ★ぷれ』（おねだりエンタメ!はぴぷれ）は、BS日テレで2013年10月5日から2014年9月27日まで放送されていた情報バラエティ番組である。

## 概要
明日を夢見てライブやレッスンに励むハロプロ研修生たちが、さまざまな人や場所を訪ねて視聴者のために「ハッピー」な物をゲットし、プレゼントする番組。
司会は初回から第6回（2013年12月14日）までが金子りえ、第7回（同年12月28日）以降は研修生が交代で務めていた。
番組タイトルロゴ名表記の色は、『おねだりエンタメ! はぴ★ぷれ』で、「おねだりエンタメ!」の背景に薄ピンクのストライプ柄のリボン、「ぴ★ぷ」の間の背景に2つの黄色いポンポンが描かれていた。

## 出演者
- ハロプロ研修生（選抜）
  - 田辺奈菜美
  - 浜浦彩乃
  - 田口夏実
  - 小川麗奈
  - 室田瑞希（#23,#24欠席）
  - 山岸理子
  - 野村みな美
  - 一岡伶奈
  - 加賀楓
  - 佐々木莉佳子
  - 金子りえ（2013年10月 - 2013年12月）
  - 小数賀芙由香（2013年10月 - 2014年3月）
  - 吉橋くるみ（2013年10月 - 2014年6月）
  - 大浦央菜（2014年4月 - 2014年6月）
  - 山木梨沙（2014年4月 - 2014年9月）
- 中尾良平（ナレーション）

## 内容
自己紹介
番組冒頭で研修生メンバーが「最近○○したこと」など、毎回決められたテーマに沿って一人ずつ自己紹介していく。
メインコーナー
研修生メンバーが視聴者プレゼントを獲得する為、さまざまな場所を訪ねてレポートする。レポートするメンバーは2名1組。
また、レポートには行かずスタジオに色々な分野の講師を招き、体験学習を行う場合もある。
はぴ☆ぷれNEWS
第15回（2014年4月19日）より放送。世の中の“気になる情報”を研修生がリサーチ・報告するコーナー。
内容はハロー!プロジェクトまたはBS日テレ関連の告知・宣伝。
アニメ「猫ピッチャー」
第16回（2014年5月3日）より放送。プロ野球史上初の猫投手「ミー太郎」が活躍するギャグアニメで、原作漫画は読売新聞日曜版に掲載中。

## スタッフ
- 構成：藤田俊哉
- CAM：布川潤一、金澤賢昌、吉川好伸、柳沢栄造
- 照明：砂田大樹、平岡将仙、濱野良太、布川潤一
- 音声：保坂慎一郎、小沢成人、谷山一也
- 音響効果：羽田野みゆき、武田拓也
- 編集：横山将史
- MA：谷澤宗明
- 美術：富永雅之
- メイク：マービィ
- 広報：加藤由貴子
- デスク：佐藤容子、成田仁美
- 協力：アップフロントプロモーション
- 演出：伊戸川俊伸
- 制作進行：川崎一真
- プロデューサー：久保田暁、井上由紀、山本和夫、角田昇
- チーフプロデューサー：西牟田知夫、玉井浩
- 制作協力：ドラマデザイン社、オイコーポレーション
- 製作著作：BS日テレ[3]

## レポート内容
| 回  | 放映日         | タイトル                                                                                            | ロケ地                                                                        | 出演者                    |
| --- | -------------- | --------------------------------------------------------------------------------------------------- | ----------------------------------------------------------------------------- | ------------------------- |
| #1  | 2013年 10月5日 | 今年で開園160周年！ 日本最古の遊園地                                                                | 花やしき                                                                      | 吉橋くるみ 山岸理子       |
| #1  | 2013年 10月5日 | 伝説の舞台の 稽古場に潜入！                                                                         | 舞台『飛龍伝21 ～殺戮の秋～』稽古場                                           | 小数賀芙由香 佐々木莉佳子 |
| #2  | 10月19日       | 牧場で 乳製品づくりを体験！                                                                         | 成田ゆめ牧場                                                                  | 田辺奈菜美 田口夏実       |
| #2  | 10月19日       | コンサートを控えた アイドルグループの リハーサルの潜入！                                            | Juice=Juiceリハーサル                                                         | 野村みな美 一岡伶奈       |
| #3  | 11月2日        | 世界で活躍する 同世代に会いに行こう！                                                               | Red Bull KART FIGHT JAPAN FINAL                                               | 浜浦彩乃 加賀楓           |
| #3  | 11月2日        | 最先端テクノロジーの 展示会に潜入！                                                                 | 最先端IT・エレクトロニクス総合展 CREATE JAPAN                                 | 金子りえ 田辺奈菜美       |
| #4  | 11月16日       | 日本らしい文化を リポート！                                                                         | 小江戸・川越                                                                  | 吉橋くるみ 一岡伶奈       |
| #4  | 11月16日       | 日本の味の原点 しょう油作りを体験！                                                                 | キッコーマン むらさきの里 もの知り しょうゆ館                                 | 室田瑞希 加賀楓           |
| #5  | 11月30日       | Ｐ★リーガーに ボウリングを教わろう！                                                                | 田町ハイレーン                                                                | 小川麗奈 小数賀芙由香     |
| #5  | 11月30日       | 出版社へ行って 本ができるまでを学ぼう！                                                             | 中央公論新社                                                                  | 田辺奈菜美 浜浦彩乃       |
| #6  | 12月14日       | 川越の菓子屋横丁を 満喫！                                                                           | 川越・菓子屋横丁                                                              | 野村みな美 佐々木莉佳子   |
| #6  | 12月14日       | 競輪学校で頑張っている人 に 会いに行こう！                                                          | 日本競輪学校                                                                  | 室田瑞希 佐々木莉佳子     |
| #7  | 12月28日       | 日本で最も ハリウッドに近い場所？                                                                   | デジタルハリウッド                                                            | 吉橋くるみ 佐々木莉佳子   |
| #7  | 12月28日       | 幸せを作る工房                                                                                      | ハロー!プロジェクトオフィシャルショップ                                       | 田口夏実 一岡伶奈         |
| #8  | 2014年 1月11日 | 今、水族館が熱い!!                                                                                  | しながわ水族館                                                                | 小数賀芙由香 室田瑞希     |
| #8  | 2014年 1月11日 | 日本生まれの 国際的スポーツ                                                                         | スポーツチャンバラ 護心館 田淵道場                                            | 山岸理子 加賀楓           |
| #9  | 1月25日        | 日本の エンアーテインメント を支える街！                                                            | 角川大映スタジオ むさし野深大寺窯                                             | 田辺奈菜美 山岸理子       |
| #9  | 1月25日        | 楽しくて 珍しい テーマパーク                                                                        | 自転車の国 サイクルスポーツセンター                                           | 一岡伶奈 加賀楓           |
| #10 | 2月8日         | 最高の パフォーマンスをサポートする 究極のアイテム                                                  | 味の素本社                                                                    | 吉橋くるみ 加賀楓         |
| #10 | 2月8日         | 道の上の スーパーマンに学ぼう                                                                       | JAF                                                                           | 田口夏実 室田瑞希         |
| #11 | 2月22日        | 400年以上 受け継がれる 絶品の味                                                                     | 深大寺蕎麦                                                                    | 浜浦彩乃 一岡伶奈         |
| #11 | 2月22日        | 江戸情緒が残る街 墨田区・本所                                                                       | 墨田区・本所                                                                  | 吉橋くるみ 野村みな美     |
| #12 | 3月8日         | 異国情緒 あふれる町 横浜・元町                                                                      | 横浜・元町                                                                    | 田辺奈菜美 加賀楓         |
| #12 | 3月8日         | 東京の真ん中で クライミング!?                                                                       | エイペックス クライミングジム                                                 | 加賀楓 佐々木莉佳子       |
| #13 | 3月22日        | 世界的に有名な オモチャのテーマパーク                                                               | レゴランド・ディスカバリー・センター東京                                      | 一岡伶奈 佐々木莉佳子     |
| #13 | 3月22日        | 誰でも科学のことが 大好きに なっちゃう場所                                                          | 東芝未来科学館                                                                | 野村みな美 一岡伶奈       |
| #14 | 4月5日         | 世界各地で上演される 名作ミュージカルの 裏側に潜入！                                                | 劇団四季劇場[海]                                                              | 吉橋くるみ 小川麗奈       |
| #14 | 4月5日         | 親孝行のために マッサージを教わろう                                                                 | (スタジオゲスト) 東洋医学診療カウンセラー 山本法乗                            | 全員                      |
| #15 | 4月19日        | 今、大注目の 安くて かわいくて 面白いお店！                                                         | ASOKO原宿店                                                                   | 田口夏実 野村みな美       |
| #15 | 4月19日        | お父さんお母さんに 素敵な贈り物をしよう！                                                           | (スタジオゲスト) ハワイアンリボンレイ インストラクター・デザイナー 鹿子田淳子 | 吉橋くるみ 小川麗奈       |
| #16 | 5月3日         | 映画 「百瀬、こっちを向いて。」を 徹底解剖                                                          | (スタジオゲスト) 相原ノボル役 竹内太郎                                        | 佐々木莉佳子 大浦央菜     |
| #16 | 5月3日         | 映画 「百瀬、こっちを向いて。」を 徹底解剖                                                          | 早瀬役 早見あかりを直撃！                                                     | 佐々木莉佳子 大浦央菜     |
| #17 | 5月17日        | 歌の心を 学ぼう！                                                                                   | 清水まり子事務所                                                              | 室田瑞希 一岡伶奈         |
| #17 | 5月17日        | 日本中の海のグルメを いっぺんに堪能しよう                                                           | SEA級グルメカーニバル                                                         | 野村みな美 大浦央菜       |
| #18 | 5月31日        | おでかけの時に役立つ オシャレメイク術を学ぼう                                                       | (スタジオゲスト) 嶋田ちあき                                                   | 全員                      |
| #18 | 5月31日        | 猫ピッチャー ミー太郎に 会ってきました！                                                            | 東京ドーム                                                                    | 加賀楓 山木梨沙           |
| #19 | 6月14日        | いざとうときのための マナーを身につけよう                                                           | (スタジオゲスト) 板垣利英                                                     | 全員                      |
| #19 | 6月14日        | もしものときに助けてくれる 保険について学ぼう                                                       | 株式会社 保険見直し本舗 代表取締役 大谷寛                                     | 室田瑞希 山木梨沙         |
| #20 | 6月28日        | ハロプロ研修生 発表会ドキュメント in 中野サンプラザ ハロプロ研修生発表会2014 春の公開実力診断テスト | 中野サンプラザ                                                                | 全員                      |
| #21 | 7月13日        | 総勢２万人で作る 名作ミュージカル！                                                                 | 赤毛のアン プレスイベント                                                     | 室田瑞希 山岸理子         |
| #21 | 7月13日        | お気に入りの一冊を見つけて 本好きになろう！                                                         | 紀伊國屋書店 新宿本店                                                         | 一岡怜奈 加賀楓           |
| #22 | 7月26日        | 今回は怖い話ＳＰ！                                                                                  | (VTR)稲川淳二                                                                 | 全員                      |
| #23 | 8月9日         | 太古の動物園を 満喫しよう！                                                                         | 太古の哺乳類展                                                                | 田口夏実 山岸理子         |
| #24 | 8月23日        | まだ間に合う自由研究 似顔絵講座！                                                                   | (スタジオゲスト) 似顔絵講師 小河原智子                                        | 全員                      |
| #24 | 8月23日        | 全国の美味しいモノが 買えちゃうお店！                                                               | ハッピーロード大山商店街                                                      | 一岡伶奈 山木梨沙         |
| #25 | 9月6日         | 発想の種の 見つけ方を教わろう                                                                       | TOKYO DESIGNERS WEEK.tv                                                       | 小川麗奈 山木梨沙         |
| #25 | 9月6日         | 美味しく 虫歯を予防しよう！                                                                         | 株式会社 明治                                                                 | 浜浦彩乃 野村みな美       |
| #26 | 9月20日        | 猫ピッチャーの アフレコ現場に潜入！                                                                 | 猫ピッチャーアフレコ現場                                                      | 室田瑞希 加賀楓           |
| #26 | 9月20日        | 研修生アンケート 思い出深いＶＴＲベスト３を発表！                                                   | スタジオトーク                                                                | 全員                      |

## 放送日
| 放送対象地域 | 放送局   | 放送期間                      | 放送時間           | 再放送             | 放送系列   |
| ------------ | -------- | ----------------------------- | ------------------ | ------------------ | ---------- |
| 全国放送     | BS日テレ | 2013年10月5日 - 2014年9月27日 | 土曜 23:30 - 24:00 | 日曜 17:30 - 18:00 | BSデジタル |

## 関連番組
「メイン出演者が女性」「BS日テレ関連の宣伝企画」「隔週で新作放送」などが当番組との共通点。
1. 2006年04月02日 - 2006年9月24日：パオパオ・アイドルGAMEバトル
2. 2006年10月01日 - 2007年3月25日：パオパオ アソビ★クリエイターズ
3. 2007年04月11日 - 2008年4月01日：Tokyo Stylish Party
4. 2008年04月08日 - 2009年3月25日：加藤夏希のトレンドアイズ
5. 2009年04月11日 - 2009年9月26日：加藤夏希・金子貴俊 BS4サテライトNAVI
6. 2009年10月10日 - 2010年9月25日：磯山さやかの「流行発信☆磯山ランド」
7. 2010年10月10日 - 2013年9月29日：吉澤ひとみの「トレンド+よっすぃーナビ」

※このあとBS日テレの30分枠における若者向け情報バラエティ路線は『Lifeサプリ〜かしこくなるTV〜』（2014年10月4日 - 2015年9月26日）を経て『情報まるごとキッチン』（2015年10月4日 - 2016年3月20日）で一旦途絶えたが、2018年4月4日開始の『チルテレ』で復活し現在に至る。